# Карловачки родослов
Карловачки родослов (серб.), также серб. Карловачки љетопис (нем. Genealogie von Karlovac) — рукопись, составленная между 1418 и 1427 гг., «которая содержит не только мифы и легенды, но и исторические факты». Была найдена в Карловаце, Хорватия, отсюда её название. Павел Шафарик (1795—1861) изучал рукопись и посвятил ей научную работу «Краткая история сербских царей» (Истоpиja кратка о српским царевима).
В рукописи описана история династии Неманичей, а также битвы на Косовом поле. В ней приводятся свидетельства древней истории сербов, такие как «все сербы поклонялись Дагону, от которого происходит название Дагонов и Даков» (и вса Србска служаше идолу Дагону, от суду и Дагони и Даки именујет се), также что сербы получили свое имя от Сера (от Сера же Србље), и что император Лициний именовался как «повелитель Далмации, серб по происхождению» (далматински господин, родом Србин). Согласно рукописи, «Великий император» Константин I принял на службу Лициния, «сербского императора» и «отдал ему в жены свою сестру». В ней утверждается, что сербский великий князь Стефан Неманя был праправнуком Лициния.